# Districtul Neumarkt in der Oberpfalz
Districtul Neumarkt in der Oberpfalz este un district rural (în germană: Landkreis) din regiunea administrativă Palatinatul Superior, landul Bavaria, Germania.

## Orașe și comune
| orașe 1. Berching (8.706) 2. Dietfurt an der Altmühl (6.145) 3. Freystadt (8.574) 4. Neumarkt i.d.OPf.(39.517) 5. Parsberg (6.623) 6. Velburg (5.265) comune (târg) 1. Breitenbrunn (3.496) 2. Hohenfels (2.170) 3. Lauterhofen (3.710) 4. Lupburg (2.351) 5. Postbauer-Heng (7.353) 6. Pyrbaum (5.700) | comune 1. Berg b.Neumarkt i.d.OPf. (7.515) 2. Berngau (2.353) 3. Deining (4.195) 4. Mühlhausen (4.678) 5. Pilsach (2.620) 6. Sengenthal (2.735) 7. Seubersdorf i.d.OPf. (5.049) |